# Tân Bình (Đông Hán)
Tân Bình (chữ Hán: 辛评), tự Trọng Trị, nguyên quán là quận Lũng Tây, sinh quán là Dương Địch, Dĩnh Xuyên , mưu sĩ tập đoàn quân phiệt Viên Thiệu cuối đời Đông Hán.

## Cuộc đời và sự nghiệp
Bình vốn là bộ hạ của Ký Châu mục Hàn Phức. Năm Sơ Bình thứ 2 (191), Viên Thiệu dùng kế "phản khách vi chủ" của Phùng Kỷ, lợi dung Công Tôn Toản gây sức ép, sai cháu bên ngoại là Cao Cán cùng bọn Tân Bình, Tuân Kham, Quách Đồ thuyết phục Hàn Phức nhường chức Mục cho Thiệu. Từ đây Bình phục vụ Viên Thiệu.
Sau trận Quan Độ, hai con của Thẩm Phối bị Tào Tháo bắt mất, Mạnh Đại vốn có hiềm khích với Phối, bèn lấy đó làm cớ gièm pha ông ta với Viên Thiệu, được Quách Đồ, Tân Bình tán đồng, nên Thiệu lấy Đại thay Phối trấn thủ Nghiệp Thành.
Năm Kiến An thứ 7 (202), Viên Thiệu mất, Phùng Kỷ, Thẩm Phối phù lập Viên Thượng, còn Quách Đồ, Tân Bình ủng hộ Viên Đàm; Đàm đồn trú tại Lê Dương.
Năm thứ 8 (203), Viên Đàm bị Viên Thượng vây ở Bình Nguyên, bèn sai em trai Bình là Tân Bì cầu cứu Tào Tháo, nhưng Bì thừa cơ bỏ Đàm đi theo Tào Tháo.
Sử cũ không chép kết cục của Tân Bình.
Khi xưa Viên Đàm chống lại Viên Thượng, gia đình của Quách Đồ và Tân Bì đều chạy thoát khỏi Nghiệp Thành, chỉ có gia đình của Tân Bình bị bắt lại. Năm thứ 9 (204), Tào Tháo công phá Nghiệp Thành, Thẩm Phối căm giận, giết chết cả nhà Tân Bình; cửa thành vừa mở, Tân Bì vội chạy vào ngục để cứu, nhưng không kịp.